# 14120 Espenak
14120 Espenak eller 1998 QJ54 är en asteroid i huvudbältet som upptäcktes den 27 augusti 1998 av LONEOS vid Anderson Mesa Station. Den är uppkallad efter den amerikanske astrofysikern Fred Espenak.
Asteroiden har en diameter på ungefär 13 kilometer och den tillhör asteroidgruppen Vesta.